# Elezioni presidenziali in Bielorussia del 1994
Le elezioni presidenziali in Bielorussia del 1994 si tennero il 23 giugno (primo turno) e il 10 luglio (secondo turno).
Si trattò della prima vittoria dell'attuale presidente Aljaksandr Lukašėnka e delle ultime elezioni presidenziali bielorusse considerate legittime.
Il presidente democratico uscente, Stanislaŭ Šuškevič, ottenne solamente il 12,82%, piazzandosi quarto, contro il 50,76% delle elezioni precedenti.

## Risultati
| Candidati             | Partiti                                    | I turno   | I turno | II turno  | II turno |
| Candidati             | Partiti                                    | Voti      | %       | Voti      | %        |
| --------------------- | ------------------------------------------ | --------- | ------- | --------- | -------- |
| Aljaksandr Lukašėnka  | Indipendente                               | 2 646 140 | 44,82   | 4 241 026 | 80,35    |
| Vjačaslaŭ Kebič       | Indipendente                               | 1 023 174 | 17,33   | 748 329   | 14,18    |
| Zianon Pazniak        | Fronte Popolare di Bielorussia «Rinascita» | 757 195   | 12,82   |           |          |
| Stanislaŭ Šuškevič    | Indipendente                               | 585 143   | 9,91    |           |          |
| Alaksandar Dubko      | Partito Agrario                            | 353 119   | 5,98    |           |          |
| Vasil Novikaŭ         | Partito dei Comunisti di Bielorussia       | 253 009   | 4,29    |           |          |
| Nessuno dei candidati | Nessuno dei candidati                      | 165 023   | 2,79    | 271 783   | 5,15     |
| Voti non validi       | Voti non validi                            | 121 509   | 2,06    | 17 193    | 0,33     |
| Totale                | Totale                                     | 5 904 312 | 100     | 5 278 331 | 100      |